# Белореченск (административно-территориальная единица)

Город краевого подчинения Белореченск — административно-территориальная единица Краснодарского края. Административный центр — город Белореченск.
С точки зрения муниципального устройства в границах АТЕ город краевого подчинения Белореченск образованы городское поселение Белореченское и сельское поселение Южненское Белореченского муниципального района.

## Административное деление
В состав АТЕ город краевого подчинения Белореченск входят 1 город и 3 сельских населённых пункта Южненского сельского округа.
| № | Населённый пункт | Тип населённого пункта        | Территориальная единица  | Население |
| - | ---------------- | ----------------------------- | ------------------------ | --------- |
| 1 | Белореченск      | город, административный центр | город Белореченск        | ↘55 010   |
| 2 | Заречный         | посёлок                       | Южненский сельский округ | ↗2663     |
| 3 | Новый            | посёлок                       | Южненский сельский округ | ↘654      |
| 4 | Южный            | посёлок                       | Южненский сельский округ | ↗3574     |